# R-27 Zyb
Pour les articles homonymes, voir R27.
Cet article traite d'un missile stratégique. Pour le missile air-air nommé AA-10 ou R-27 Vympel, voir R-27 (missile air-air).

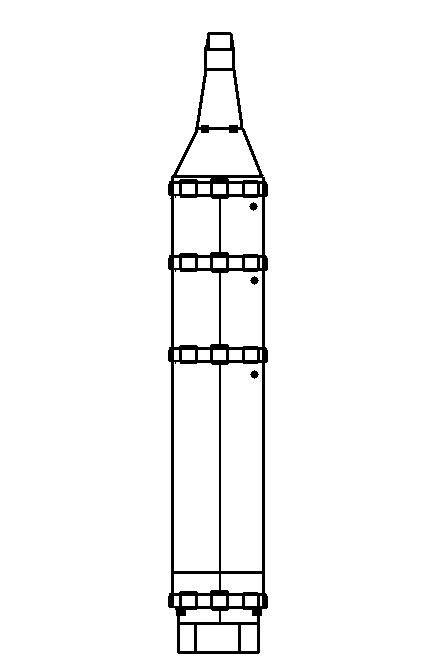
Schéma simplifié d'un missile R-27

Le R-27 Zyb est un missile mer-sol balistique stratégique (SLBM) développé par l'Union soviétique et employé par la Marine soviétique de 1968 à 1988. Sa désignation OTAN est SS-N-6 Serb. En URSS, il possède l'indice GRAU 4K10. Il s'agit d'une fusée à ergols liquides brûlant un mélange hypergolique d'UDMH comme combustible et de peroxyde d'azote comme comburant,. Le développement du missile a été mené par le SKB-385, sous la direction de Victor Makeïev, de 1962 à 1968, pour une mise en service le 13 mars 1968. Entre 1974 et 1990, 161 tirs de missiles ont été effectués, avec un taux de réussite moyen de 93 %. La production totale est de 1800 missiles.
Les missiles R-27 ont été déployés sur les sous-marins de classe Yankee-I, dont le K-219 qui subit un accident majeur en lien avec ce missile. 

## Versions

### R-27
- Masse totale : 14 200 kg
- Diamètre : 1,50 m
- Longueur totale : 8,89 m
- Envergure : 1,50 m
- Charge utile : 650 kg
- Ogive : nucléaire unique : 1,0 Mt
- Portée maximale : 2 400 km
- ECP : 1,9 km
- Plateforme de lancement : sous-marins de classe Yankee (Projet 667A)

### R-27U
- Masse totale : 14 200 kg
- Diamètre : 1,50 m
- Longueur totale : 8,89 m
- Envergure : 1,50 m
- Charge utile : 650 kg
- Ogive : 3 : 200 Kt
- Portée maximale : 3 000 km
- ECP : 1,3 km
- Plateforme de lancement : sous-marins de classe Yankee (Projet 667AU)

### R-27K
Le 4K18 (code OTAN SS-NX-13) est un missile balistique à portée intermédiaire antinavire (également nommé R-27K, « K » est l'abréviation de Korabelnaya qui signifie « à bord de navires »). Le missile est une évolution à deux étages du R-27 monoétage, le deuxième étage contenant l'ogive ainsi que la propulsion et le guidage terminal. Les essais sous-marins initiaux commencent le 9 décembre 1972 à bord du K-102 (ru) (anciennement B-121), un sous-marin de classe Projet 605, une version modifiée de la classe Golf (Projet 629) allongée de 17,1 m, pour accueillir quatre tubes de lancement ainsi que le système de contrôle de tir Rekord-2, le système d'acquisition de cible Kasatka B-605 et diverses améliorations apportées aux systèmes de navigation et de communication. Les premiers essais prennent fin le 18 décembre 1972 parce que le système de contrôle de tir Rekord-2 n'a pas encore été livré. Après un certain nombre de retards causés par plusieurs défaillances, les tirs d'essai sont finalement réalisés entre le 11 septembre et 4 décembre 1973. Après les premiers essais, le K-102 continue d'effectuer des tirs d'essai avec à la fois le R-27 et le R-27K, jusqu'à ce qu'il soit accepté pour le service le 15 août 1975.
Utilisant des données externes de ciblage, le R-27K/SS-NX-13 aurait été lancé sous l'eau dans une fourchette de 650 à 740 km, couvrant une zone de 50 km. Le véhicule de rentrée manœuvrable (MaRV) atteindrait alors sa cible avec un ECP de 370 m. La puissance de l'ogive est comprise entre 0,5 et 1 MT.
Le missile n'est jamais devenu opérationnel, puisque chaque tube de lancement utilisé pour le R-27K vaut un missile stratégique pour l'accord SALT, et ils ont été considérés comme plus importants.
Bien que les R-27K puissent être intégrés dans les tubes de lancement du projet 667A (code OTAN : classe Yankee), les sous-marins n'avaient pas l'équipement nécessaire pour cibler et tirer le missile.

## Corée du Nord
La Corée du Nord, au milieu des années 1990, a développé en collaboration avec le bureau d'études Makeïev, le BM25 Musudan, version modifiée du R-27 Zyb.

## Opérateurs
Union soviétiqueLa Marine soviétique est le seul opérateur du R-27.
 Corée du Nordcopie du R-27, BM25/Musudan-1
 Irancopie du R-27, BM25/Musudan-1